# Mantelzelle
Als Mantelzellen, Satellitenzellen oder auch Amphizyten bzw. Amphicyten wird eine Klasse von Gliazellen des peripheren Nervensystems bezeichnet. 
Ebenfalls als Mantelzellen werden die B-Lymphozyten in der Rinde der Lymphknoten bezeichnet.

## Peripheres Nervensystem
Mantelzellen (Amphicyten) im Peripheren Nervensystem ummanteln den Zellkörper der Neurone als einschichtige, flache Lage und dienen deren Stoffwechsel. Auf diese Weise grenzen (isolieren) sie periphere Neurone in Ganglien, hauptsächlich in Spinalganglien, gegen benachbarte Neurone ab. 
Das Pendant der Mantelzellen im Zentralen Nervensystem sind die Astrozyten.

## Lymphknoten
Als Mantelzellen in den Lymphknoten werden die B-Lymphozyten bezeichnet. Es handelt sich um Leukozyten (weiße Blutkörperchen), die Bestandteil des adaptiven Immunsystems sind. Die Bezeichnung „B-Zellen“ stammt ursprünglich von ihrem Bildungsort in der Bursa Fabricii bei Vögeln. Beim Menschen und einigen anderen Säugetieren entstehen die B-Zellen im Knochenmark.